# Bravo-Starschnitt
Der Bravo-Starschnitt ist eine Rubrik des Jugendmagazins Bravo. Mit Ausgabe 13 im Jahr 1959 erschien eine seiner erfolgreichsten Rubriken. Sie wurde zu Beginn noch Star-Schnitt genannt. So gab es jede Woche eine, später bis zu zwei Seiten zum Sammeln und Ausschneiden. Die Teile ergaben nach dem Zusammenkleben ein zumeist lebensgroßes Poster des Stars.

## Geschichte
Der erste Starschnitt zeigte die französische Schauspielerin Brigitte Bardot. Stars aus den Bereichen Film, Fernsehen und Musik folgten.
Bis zum Jahr 2004 wurden insgesamt 118 dieser Starschnitte veröffentlicht. Besonderheiten waren die heute noch begehrten Starschnitte von Kiss, ABBA, Marilyn Monroe, Elvis, Roy Black, Winnetou, den Beatles, Udo Lindenberg sowie der Juliane-Werding-Starschnitt, bei dem sie beinahe lebensgroß in silbern glitzernder Montur auf einem Motorrad sitzt. Dabei wurde erst mit dem letzten Teil – dem Kopf – aufgedeckt, um wen es sich handelte. Diese Art Rätsel veranstaltete Bravo des Öfteren um ihre Starschnitte.
Vereinzelt wurden auch Sportler wie Mark Spitz oder Boris Becker zum Puzzle-Poster. 1974 wurde zur ersten Fußball-Weltmeisterschaft in Deutschland nach und nach eine Tapete mit allen Top-Spielern veröffentlicht, die eine Länge von knapp unter drei Metern erreichte. Zu Bonanza-Zeiten erschien die Cartwright-Ranch als Bastelbogen. Filmfiguren wie E.T. oder Superman wurden ebenso in kleine Stücke zerlegt wie das Filmsternchen Olivia Pascal. Shaun Cassidy, Nena und Shakin’ Stevens waren zu ihrer Zeit so beliebt, dass in relativ kurzer Folge ein zweiter Starschnitt erschien. Sogar dreimal, jedoch in zum Teil etwas größerem Abstand, erschien Pierre Brice. Musste man für den frühen Beatles-Starschnitt noch 39 Wochen lang Teile sammeln, war das Paul-Young-Poster 1984 bereits nach vier Wochen vollständig. Bis alle Teile der Disco-Gruppe Village People zusammen waren, dauerte es etwa ein halbes Jahr; nur war in der Zwischenzeit der Sänger ausgestiegen. Die Bravo-Redaktion löste dieses Problem, indem sie seinen Kopf kurz vor dem Erscheinen als letztes Teil gegen den des Neuen austauschte. Ab 1992 gab es bis zum Erscheinen eines Starschnitts mit Britney Spears im Jahr 2000 keinen weiteren Starschnitt.

## Gegenwart
Die Starschnitte von US5 im Jahr 2005 und Tokio Hotel 2006 bestanden aus DIN-A3-Bögen, die ohne Schneiden der Konturen übereinander gelegt und zusammengeklebt werden konnten. Bei den beidseitig bedruckten Teilen konnte jeweils eines der beiden Starschnitt-Motive gewählt werden. Nach Tokio Hotel gab es elf Jahre lang keinen weiteren Starschnitt. 2017/2018 veröffentlichte Bravo einen neuen Starschnitt der TikTok (ehem. musical.ly)-Sternchen Lisa und Lena.

## Liste der Starschnitte
- 1959: Brigitte Bardot, Peter Kraus, Conny Froboess
- 1960: Elvis Presley, Freddy Quinn
- 1961: Rex Gildo
- 1962: Heidi Brühl, Gus Backus
- 1963: Caterina Valente, Rock Hudson, Robert Fuller
- 1964: Pierre Brice, Lex Barker
- 1965: Cliff Richard, Marie Versini
- 1966: The Beatles, Roy Black
- 1967: Graham Bonney, Manuela, Pierre Brice & Marie Versini, Diana Rigg
- 1968: Ricky Shayne, Michael Landon, Ponderosa, Cliff Richard
- 1969: Barry Gibb, Roy Black & Uschi Glas, Barry Ryan, Robert Fuller
- 1970: Mark Slade, Uschi Glas, Ricky Shayne, France Gall, Manuela
- 1971: Chris Roberts, Ron Ely, Mick Jagger, Creedence Clearwater Revival
- 1972: T. Rex, Amadeus August, Raimund Harmstorf, Mark Spitz
- 1973: Alice Cooper, Slade, David Cassidy, Suzi Quatro, Bernd Clüver
- 1974: Donny Osmond, Deutsche Fußballnationalmannschaft, The Sweet
- 1975: Terence Hill, Maggie Mae, Shaun Cassidy, Bruce Lee, Bay City Rollers
- 1976: Juliane Werding, Udo Lindenberg, Jürgen Drews
- 1977: Shaun Cassidy, Pierre Brice, Smokie, ABBA
- 1978: Elvis Presley, Leif Garrett, Marilyn Monroe, Status Quo
- 1979: James Dean, Superman, Village People
- 1980: The Teens, Thomas Ohrner, Olivia Pascal
- 1981: Kiss, The Beatles, Adam Ant
- 1982: Shakin’ Stevens, Kim Wilde, Peter Maffay, Die Profis
- 1983: Shakin’ Stevens, E.T., Nena, Kajagoogoo, Rod Stewart, Wham!
- 1984: Limahl, Paul Young, Nino de Angelo, Nena, Nik Kershaw, Duran Duran
- 1985: Hendrik Martz, Modern Talking, Rick Springfield, Boris Becker, Madonna
- 1986: a-ha, Radost Bokel, Michael J. Fox
- 1987: Don Johnson, Pierre Cosso, Den Harrow
- 1988: Patrick Swayze, Patrick Bach
- 1989: David Hasselhoff, Jason Donovan
- 1990: New Kids on the Block
- 1991: Chesney Hawkes
- 1992: Jason Priestley
- 2000: Britney Spears, Eminem
- 2001: Sarah Michelle Gellar, Crazy Town, Britney Spears
- 2002: Bro’Sis
- 2003: Daniel Küblböck, Christina Aguilera
- 2004: Spucky
- 2005: US5
- 2006: Tokio Hotel
- 2017: Lisa und Lena